# Klaus-Peter Hanke

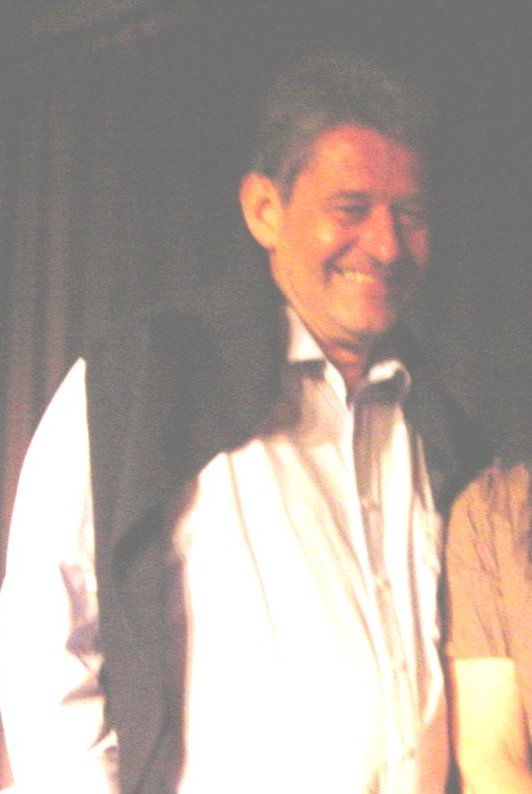
Klaus-Peter Hanke (2011)

Klaus-Peter Hanke (* 5. Dezember 1953 in Dresden) war von 2010 bis 2024 der Oberbürgermeister von Pirna.

## Leben
Hanke ist in Dresden geboren und aufgewachsen. Von 1960 bis 1972 besuchte er die Friedrich-Schiller-Oberschule und anschließend die Erweiterte Oberschule Rainer Fetscher in Pirna. 1972 bis 1975 wurde er im elterlichen Straßenbaubetrieb erst zum Facharbeiter für Straßenbautechnik und danach zum Handwerksmeister für Straßenbau ausgebildet. Seit 1975 war er selbständig. Die Geschäftsführung der Peter Hanke Straßen- u. Tiefbau GmbH wurde nach seinem Amtsantritt als Oberbürgermeister von seinem Sohn übernommen.
1994 wurde Klaus-Peter Hanke Mitglied im Vorstand des Landesinnungsverbandes des Sächsischen Straßenbaugewerbes, im Folgejahr wurde er in die Meisterprüfungskommission berufen.
Hanke war seit 2005 verheiratet und ist seit Ende 2018 verwitwet. Im Jahr 2021 verlegte er seinen Hauptwohnsitz nach Dresden.

## Politisches Leben
Hanke war vor der Wende Mitglied der NDPD und der Stadtverordnetenversammlung in Pirna. 1994 war er Mitbegründer der Freien Wähler in Pirna und nach deren erfolgreichen Wahl ihr Fraktionsvorsitzender. Von 1999 bis 2008 war er Kreisrat des Landkreises Sächsische Schweiz. Seit 2006 war er ehrenamtlicher Bürgermeister von Pirna.
Am 7. Januar 2010 wurde er Oberbürgermeister der Kreisstadt Pirna. Er wurde im zweiten Wahlgang mit 60 % der Stimmen gewählt und trat das Amt am 22. Februar 2010 an.
Am 15. Januar 2017 wurde Hanke mit 60,5 % der Stimmen im ersten Wahlgang wiedergewählt. Eine weitere Wiederwahl 2024 war ausgeschlossen, da er die Altersgrenze für hauptamtliche Bürgermeister von 65 Jahren bei der Wahl inzwischen überschritten hatte. Ihm folgte Tim Lochner nach.